# Manoel dos Reis e Silva
Manoel dos Reis e Silva (Trindade, 5 de janeiro de 1927 – Goiânia, 13 de março de 2020) foi um político e médico brasileiro. Ele foi prefeito de Goiânia de 2 de julho de 1970 a 14 de abril de 1974.

## Biografia
Nascido no distrito de Barro Preto, em Trindade, em 1927, Manoel era filho de João Pereira da Silva, ex-prefeito do município onde nasceu. Ele dedicou vários anos à vida religiosa, tendo contato com o padre Pelágio Sauter, alemão conhecido pelas missões no Brasil. Em Bonfim, atual Silvânia, estudou no Colégio Anchieta. Aos 22 anos, formou-se pela Faculdade de Medicina da Universidade Federal de Minas Gerais. Em seguida, foi professor assistente na Santa Casa de Misericórdia de Belo Horizonte e se especializou em Otorrinolaringologia.
Em 1952, mudou-se para Goiânia e trabalhou em inúmeros hospitais da cidade. Logo ocupou uma das cadeiras da Academia Goiana de Medicina. Anos depois, se dedicou mais à agropecuária, tendo fundado o Country Clube de Goiás e presidido a Sociedade Goiana de Pecuária e Agricultura. Em 1971, quando era prefeito, foi realizado a competição de futebol Torneio Manoel dos Reis e Silva.

## Administração
Nomeado pelo governador Otávio Lage de Siqueira, Manoel teve seu nome confirmado à prefeitura de Goiânia pelo comandante Manso Pereira Neto, que tinha contato direto com o então presidente Emílio Garrastazu Médici. Sua posse ocorreu em 2 de julho de 1970 no Teatro Goiânia. Em sua gestão, houve a intensa ampliação da pavimentação da malha urbana, construção de galerias pluviais e a inauguração da Fundação Municipal de Desenvolvimento Comunitário, da Avenida Castelo Branco e da Avenida Independência. Além disso, criou a Praça Tamandaré, que viria a ser um dos espaços mais populares e festivos do município.